# Mark Thompson
Mark John Thompson (Londres, 31 de julho de 1957) é ex-diretor executivo da The New York Times Company.  De 2004 a 2012, Thompson foi diretor-geral da BBC e foi ex-presidente-executivo do Channel 4.